# اتاق کنترل

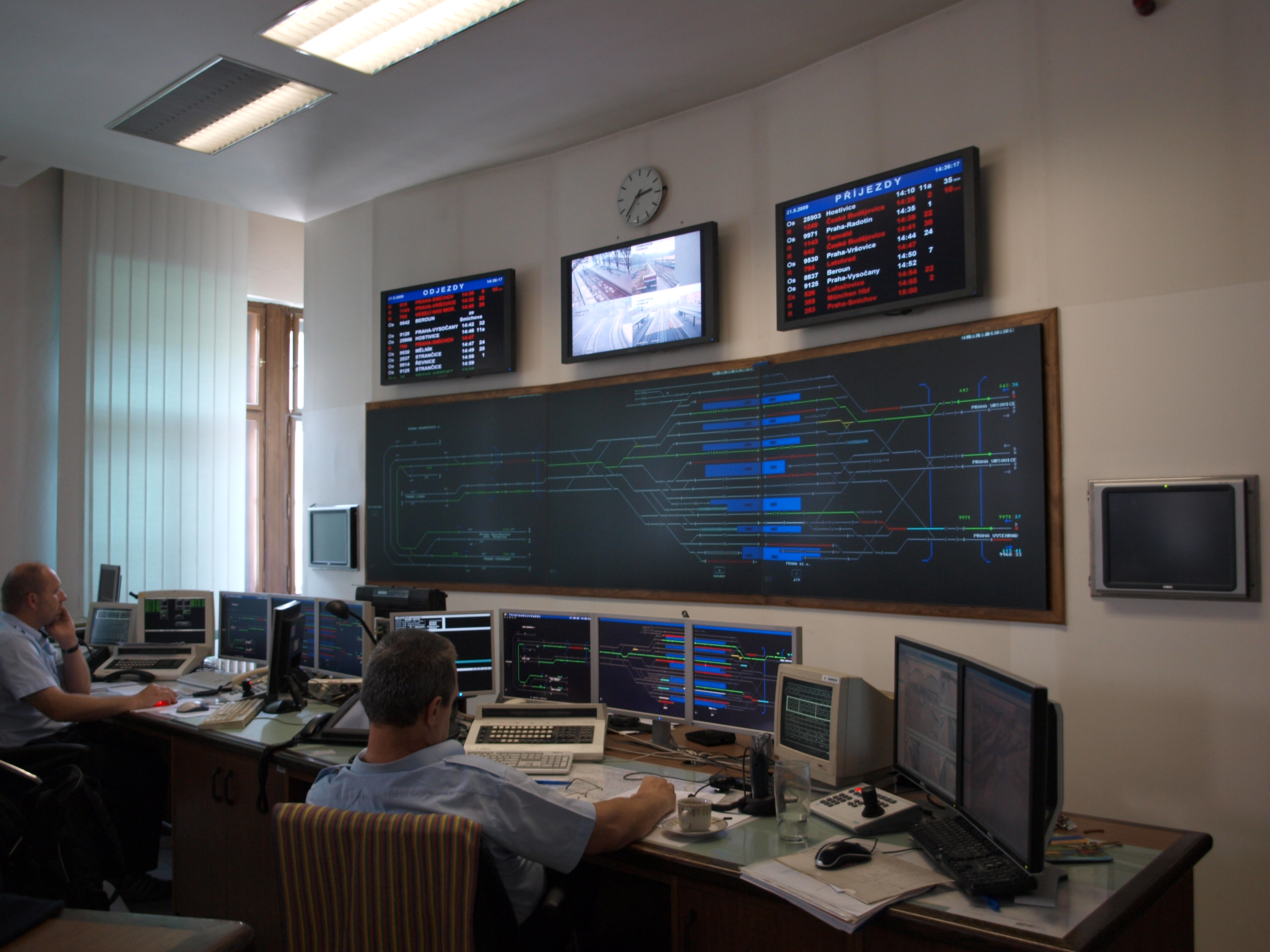
عکس نمونه اتاق کنترل

مدیریت متمرکز شبکه‌های قدرت یا کارخانه‌ها، در یک فضا که توانایی کنترل تمام اجزای کلیدی کارخانه یا شبکه را داراست (اتاق کنترل) دیسپاچینگ (Dispatching) نام دارد.